# The Emily Dickinson Journal
The Emily Dickinson Journal es una revista académica semestral fundada en 1991 y es además la publicación oficial de la Sociedad Internacional Emily Dickinson. La revista analiza la obra de Emily Dickinson, una de las más influyentes poetas estadounidenses, y su lugar en la literatura femenina. Cristanne Miller, de la Universidad de Búfalo, es la actual redactor jefe. La revista es publicada por la Johns Hopkins University Press.

## Métricas de revista
2024
- Web of Science Group : N.D.
- Índice h de Google Scholar: 8

Scopus: 0,12